# Pseudharpethericles
Pseudharpethericles is een geslacht van rechtvleugeligen uit de familie Thericleidae. De wetenschappelijke naam van dit geslacht is voor het eerst geldig gepubliceerd in 1977 door Descamps.

## Soorten
Het geslacht Pseudharpethericles  is monotypisch en omvat slechts de volgende soort:
- Pseudharpethericles taurus (Descamps, 1977)